# 西町

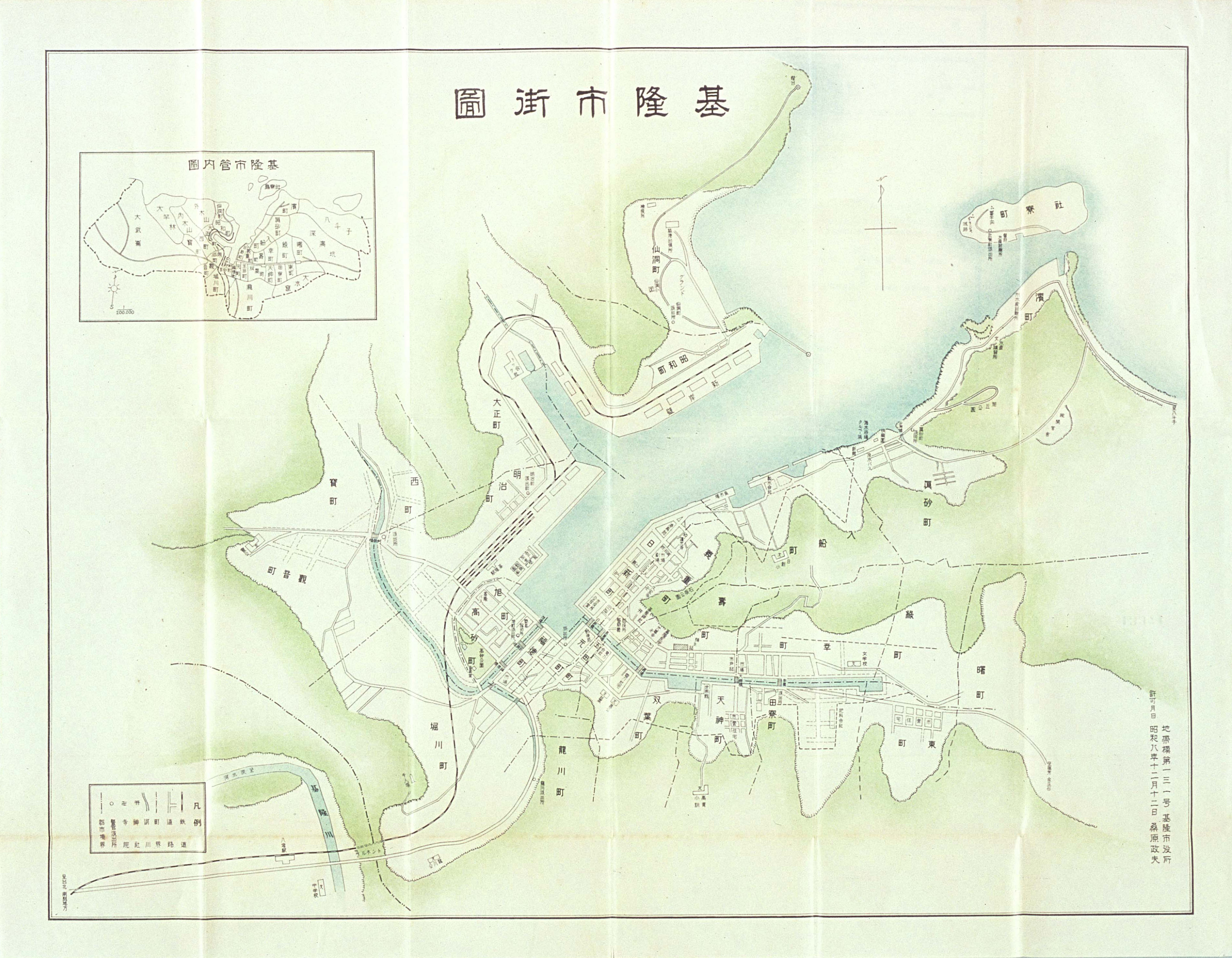
基隆市街圖

西町為台灣日治時期臺北州基隆市的一個町，於基隆市自昭和6年（1931年）10月1日實施町名改正後設置，位於曾子寮山頂一帶；當地原屬於基隆市大字蚵殼港。
西町約為現今地籍榮華段的範圍，約為中山區西榮里、西華里、西定里、西康里。

## 町內設施
- 蚵殼橋（今安一路上）
- 西町警察官吏派出所（今基隆市警察局第四分局中山派出所）
- 台灣牛乳會社